# دمیتری میتچل
دمیتری میچل (انگلیسی: Demetri Mitchell؛ زادهٔ ۱۱ ژانویهٔ ۱۹۹۷) بازیکن فوتبال اهل انگلستان است که در منچستر یونایتد بازی می‌کند.